# David Orth
Pour les articles homonymes, voir Orth.
David Orth est un acteur canadien né le 13 mars 1965 à Kitchener (Ontario).

## Filmographie
- 2013 : Intuition maternelle (Dangerous Intuition) (TV) : Frank Fellows
- 2011 : Surexposée (Exposed) (TV) : Warren Morrow
- 2008 : La Voleuse au grand cœur (Past Lies) (TV) : Marcia
- 2006 : Héritage mortel (In Her Mother's Footsteps) (TV) : Bobby Nolan
- 2006 : Le Baby-sitter (The Stranger Game) (TV) : Charlie King
- 2006 : Falcon Beach (série télévisée, saison 1, épisode 11) : Steve Tanner
- 2004 : Stargate Atlantis (série télévisée, saison 1, épisode 20) : Capitaine Radner
- 2004 : Degrassi : La Nouvelle Génération (série télévisée, saison 4, épisodes 5 et 12) : Christopher
- 2003 : Mutant X (série télévisée, saison 3, épisode 9) : William Dennett
- 1999 - 2002 : Le Monde perdu : Ned Malone
- 1996 : FX, effets spéciaux (série télévisée, saison 1, épisode 14) : Chris/Stalker
- 1994 : RoboCop (série télévisée, saison 1, épisode 22) : Billy Sullvan